# بيجو 305
بيجو 305  جاء إنتاج هذه السيارة   في بداية عام 1977 في خطة تطوير سيارات بيجو وتلازم إنتاجها مع السيارة بيجو 505 حيث تعتبر هذه السيارة 305 هي الأخت الصغرى للموديل 505 حيث أن الشكل الخارجي للموديلين شبه متماثل والفارق بين السيارتين هي أن ال305 ذات اندفاع بالعجلات الأمامية وال505 ذات دفع بالعجلات الخلفية كذلك السعة اللترية لسيارة 305 كانت 1500 سى سى وسيارة 505 حوالي 2000 سى سى.
هذه السيارة من الأنواع النادرة في الوقت الحالي نظرًا إلى عدم إقبال الناس عليها.
كما أن السيارة من الروعة حيث قطع غيارها المتوفرة وبأسعار رخيصة مقارنة بسيارة 1500 cc من موديل آخر بها وهي تعمل على الكبالن بدلاً من الكرونة. والكبالن ليست لها مشاكل متعددة مثل سيارة فيات 128  أو فيات 127 أما بالنسبة للمحرك فإنه أكثر سلاسة لان علبة سرعة السيارة والكبالن والمحرك كل يعمل بزيت واحد.
تتميز هذه السيارة بأنها عائلية وأنها تعمل بكفاءة بالإضافة إلى الميزات المتعددة في السيارة مثل أداة التهوية بالإضافة وفتح النوافذ.
بيجو 305 هي سيارة صالون متوسطة الحجم أنتجتها شركة صناعة السيارات الفرنسية بيجو من 1977 إلى 1989. تم عرضها كسيارة صالون بأربعة أبواب وخمسة أبواب وكمشتق لهيكل شاحنة بثلاثة أبواب.

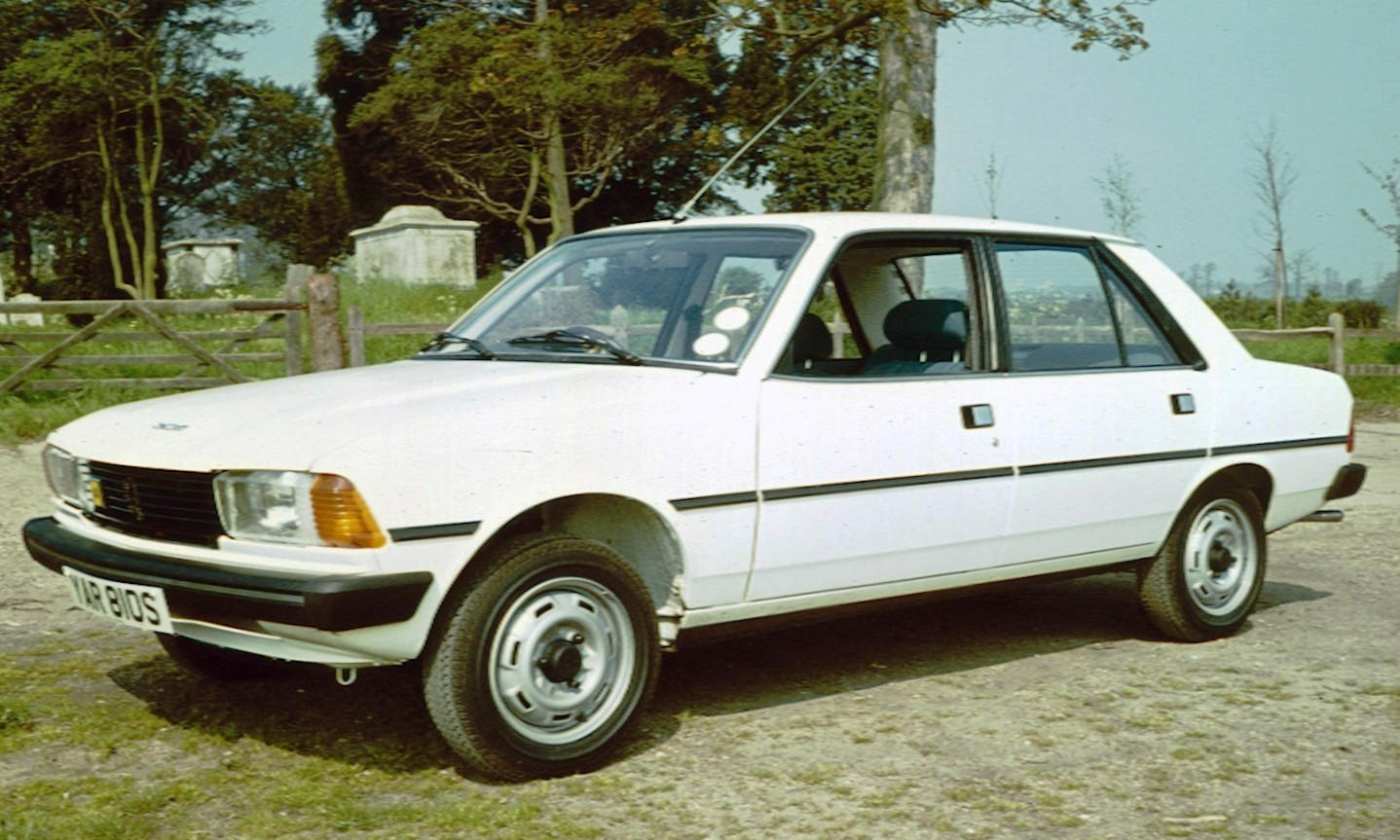

| بيجو 305          | بيجو 305 |
| ملخص              | ملخص |
| ----------------- | --- |
| الصانع            | بيجو |
| إنتاج             | 1977-1989 |
| الجسم والشاسيه    | |
| فصل               | سيارة عائلية صغيرة / سيارة عائلية كبيرةسي دي                                                                                                |
| نمط الجسم         | فان ستايشن واجن 3 أبواب سيدان بـ4 أبواب |
| تخطيط             | تخطيط ف.ف |
| مجموعة نقل الحركة | |
| محرك              | 1,290 سم مكعب XL5 I41،472 سم مكعب XR5 / XR5S I41،580 سم مكعب XU5 I41،905 سم مكعب XU9 I41،548 سم مكعب XIDL ديزل I41,905 سم مكعب XUD9 ديزل I4 |
| أبعاد             | |
| قاعدة العجلات     | 2,620 مم (103 بوصة) صالون[بحاجة لمصدر] |
| طول               | 4,240 مم (167 بوصة) صالون |
| عرض               | 1,635 مم (64.4 بوصة) |
| التسلسل الزمني    | |
| السلف             | بيجو 304بيجو 204 |
| خليفة             | بيجو 405بيجو بارتنر (فان)بيجو 309 |

## تاريخ

### الأصول
خلال منتصف السبعينيات من القرن الماضي، تكهنت صحف ومجلات السيارات بأن بيجو جديدة ستصل قريباً من أجل تحديث مجموعة طرازات الشركة، في محاولة لجعل بيجو أكثر جاذبية دولياً. نظرا لأن بيجو قد أوقفت مؤخراً طراز بيجو 404 طويل الأمد، اعتقد الكثير من الناس أن الغرض من السيارة الجديدة سوف يملأ الفجوة التي كانت تشغلها سابقاً 404 بين طرازات 304 و504، للتنافس ضد سيارات مثل فورد كورتينا تاونوس ورينو 12.
لذلك كان من الطبيعي أن يطلق على السيارة الجديدة اسم 405، ليبدأ الجيل "05" الجديد من موديلات بيجو.
كان من المقرر تطوير السيارة من طراز 304 الأصغر واستخدامه، ولكن من حيث الحجم والسعر، كان من المقرر أن تنجح السيارة 404 التي لم تعد موجودة بالفعل، خاصة بالنظر إلى أن الطراز الأعلى في النطاق الجديد سيكلف أكثر من  مستوى الدخول 504، وأن 304 سيبقى في الإنتاج بعض الوقت بعد تقديم السيارة الجديدة. بدلاً من أن يطلق عليها 405، كانت السيارة الجديدة تسمى 305. عندما ظهرت في الصحافة في نوفمبر 1977، تم الخلط بين مطبعة السيارات في البداية حول سبب تسميتها 305 بدلاً من 405، لكنها بيعت جيداً على أي حال.

كانت مماثلة في الحجم لمنافستها الفرنسية رينو 18، والتي تم إطلاقها في نفس الوقت تقريباً. في مكان ما بين الفئتين سي ودي، تنافست مع السيارات في فئة الجولف كلاس ولكن أيضاً مع سيارات أكبر إلى حد ما مثل فورد كورتينا / تاونوس وفوكسهول كافاليير / أوبل أسكونا وسيمكا 1307 / كرايسلر ألبين.

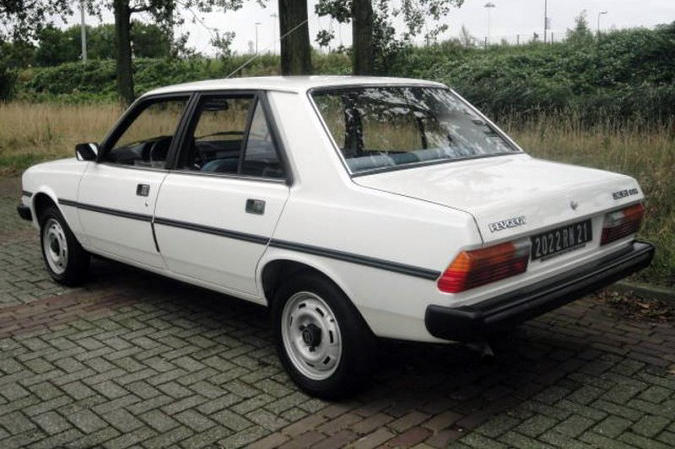
بيجو 305 جي ار (ما قبل تجميل)
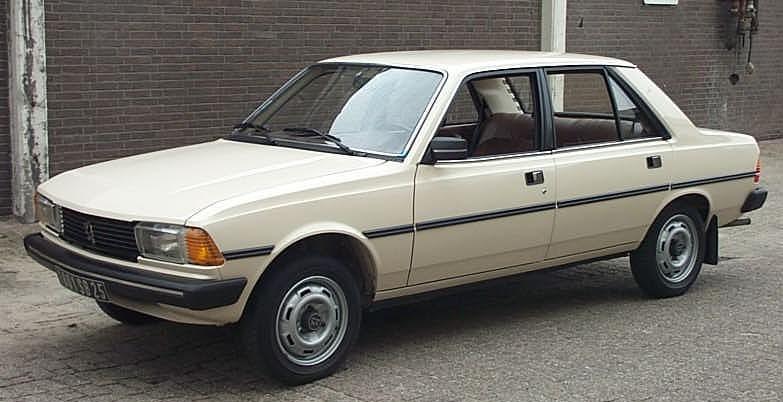
بيجو 305 جي ار (ما بعد تجميل)
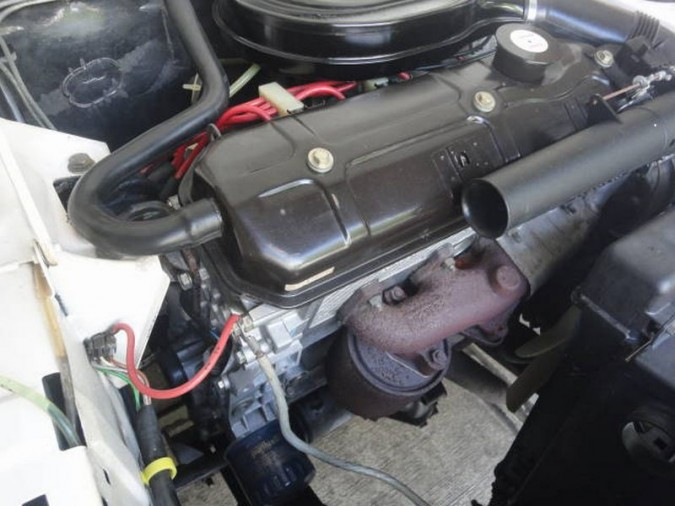
بيجو 305 جي ار (محرك 1982)
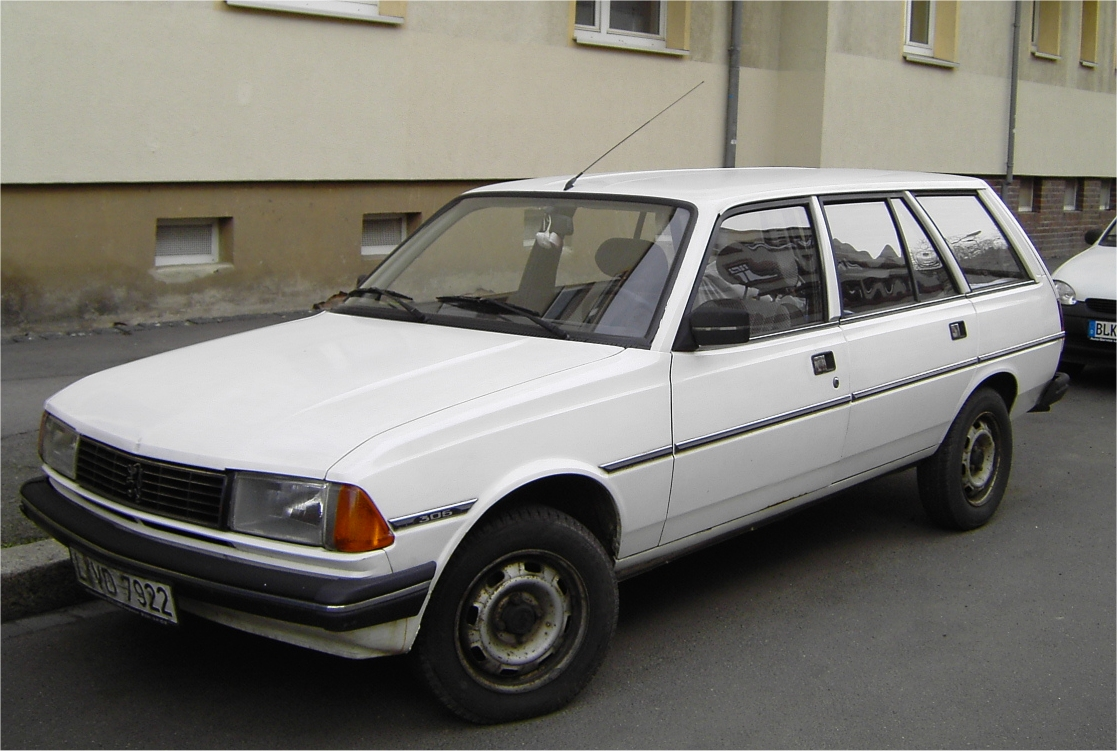
بيجو 305 بريك (بعد شد الوجه)

## الإنتاج
تم الكشف عن بيجو 305 في نوفمبر 1977، وكانت متوفرة في البداية كسيارة صالون بأربعة أبواب مع خيار من محركي بنزين: وحدة 1290 سم مكعب، 65 حصان (48 كيلو واط، 64 حصان) لطرازي جي إل وجي آر أو 1472 سم مكعب، 74 حصان (54 كيلوواط، 73 حصان) لطراز أس آر عالي المواصفات.

### جي آر دي
بعد أربعة أشهر، أعلنت بيجو عن طراز 305 جي آر دي، الذي تم تحديده بشكل سري من الخارج بواسطة الأحرف «جي آر دي» على الجانب الأيسر من غطاء صندوق الأمتعة / صندوق الأمتعة، ويتم تشغيله بواسطة وحدة ديزل سعة 1548 سم مكعب تشتمل على كتلة محرك من الألومنيوم مع عمود كامات علوي مع  مضخة حاقن من بوش، وتوفر قوة تصل إلى 50 حصاناً (37 كيلو واط، 49 حصان).
في باريس 1980، تم تقديم السيارة 305 أس الرياضية المزودة بمكربن مزدوج و89 حصان (65 كيلو واط، 88 حصان).[بحاجة لمصدر] بعد عملية شد الواجهة عام 1982، أصبح الطراز الأعلى هو جي تي أكس، بقوة 105 حصان (77 كيلو واط). كان 305 هو الأول من جيل "05" من بيجو، وهو الجيل الذي استمر حتى نهاية إنتاج 605 في عام 1999.

### مستويات القطع
على الرغم من قيود الأداء للمحرك الأصغر، فإن علبة التروس في جميع طرازات 305 كانت ممتازة، مع تغييرات دقيقة للغاية وخفيفة في التروس. جمعت 305 سيارة ذات دفع أمامي مع علبة تروس ممتازة ودائمة. على الجانب السلبي، لم يتم توفير ترس خامس، ولكن، خاصة في سرعات الطريق السريع، أعطت التروس الأربعة 305 أقصى قوة تحتاجها في المركز الرابع. ذكرت شركة بيجو أن السيارة لم تجد صعوبة في الوصول إلى 95 ميلاً في الساعة (153 كم / ساعة) إذا تم دفعها إلى الحد الأقصى.
جاءت القوة من 1.3 لتر أو 1.5 لتر بنزين و1.55 لتر ديزل وبعد ذلك، بعد شد الواجهة، تم استبدال 1.5 لتر بـ 1.6 لتر وأضيفت بيجو 1.9 بنزين ومحرك ديزل أكس يو دي. كانت هذه هي نفسها المستخدمة في تالبوت هورايزون، وهو نموذج تم الحصول عليه في عام 1979 عندما استحوذت بيجو على قسم كرايسلر الأوروبي وأعادت تسميتها باسم تالبوت.
وصلت طرازات «السلسلة 2» المحسنة إلى صالون باريس في أواخر عام 1982، للحفاظ على المنافسة 305 مع أحدث التصاميم مثل فورد سيريا والإصدار الجديد من فوكسهول كافاليير / أوبل أسكونا.
كما قاموا بتعديل التصميم الأمامي، ونظام تعليق وتوجيه أمامي جديد محسّن، ولوحة عدادات جديدة ومعدلة أسفل غطاء المحرك وتصميم الإطار الفرعي للسماح بتركيب الجيل الجديد من محركات سلسلة إكس يو مع علبة تروس 5 سرعات. وبالتالي، فإن التبديل من ترتيب علبة التروس من النوع المصغر المستخدم أيضاً في 204 و304 إلى تكوين علبة التروس النهائية العالمية (التي ابتكرتها شركة فيات في الستينيات من القرن الماضي أوتو برينش بريمولا)، للدفع بالعجلات الأمامية مع محرك عرضي وعلبة التروس في نهاية المحرك وأعمدة القيادة غير المتساوية الطول. ومع ذلك، استمرت طرازات جي آر وجي إل وفان في استخدام محركات سلسلة إكس آر وإكس إل السابقة مع علبة تروس رباعية السرعات لبضع سنوات أخرى.
كانت مبيعات بيجو 305 جي ال فان 305 قوية في فرنسا ومعظم البلدان الأخرى التي بيعت فيها السيارة، وفي بريطانيا، كان المنافسون الأصليون هم فورد كورتينا وفوكسهول كافاليير وموريس مارينا.
تم إطلاقها في نفس الوقت تقريباً مع منافستها الفرنسية الرئيسية، رينو 18. وفي وقت لاحق من عمرها الإنتاجي، كانت تنافس أحدث المنافسين بما  في ذلك فورد سييرا وفوكسهول كافاليير وأوستن مونتيجو ورينو 21 ونيسان بلوبيرد البريطانية الصنع.

### الجوائز
في عام 1979، فاز 305 عام 1979 بسيارة واط كار؟ سيارة العام في المملكة المتحدة، على الرغم من التغاضي عنها إلى حد كبير من قبل صحافة السيارات لجائزة سيارة العام الأوروبية لهذا العام[بحاجة لمصدر]، والتي صوتت كرايسلر/سيمكا هورايزون للفوز، وفيات ريتمو / سترادا في المركز الثاني وأودي 80 في المركز الثالث.[بحاجة لمصدر][بحاجة لمصدر]

### التوقف
توقف إنتاج سيارات الصالون في عام 1988، بعد إطلاق بيجو 405 الأكبر والأقوى بقليل، والتي كانت بائعاً أقوى بكثير في المملكة المتحدة. توقف إنتاج 305 عقارات وعربات صغيرة في عام 1989 ولم يرَ بديلًا حتى إطلاق العقار 306 في عام 1997.
كان محرك الديزل الذي تم تركيبه في المرحلة 2 من 305 قادراً على تجاوز 50 ميلا في الغالون. كان المحرك في ذلك الوقت يعتبر أفضل محرك ديزل حيث بدت معظم المحركات الأخرى، ولا سيما تلك من فولكس فاجن وبريطاني ليلاند، زراعية بالمقارنة.

على الرغم من أنه كان مشهداً شائعاً بشكل معقول على طرق بريطانيا خلال الثمانينيات وحتى التسعينيات، فقد تم الإبلاغ عن 76 نموذجاً فقط من 305 على طرق بريطانيا بحلول فبراير 2016.

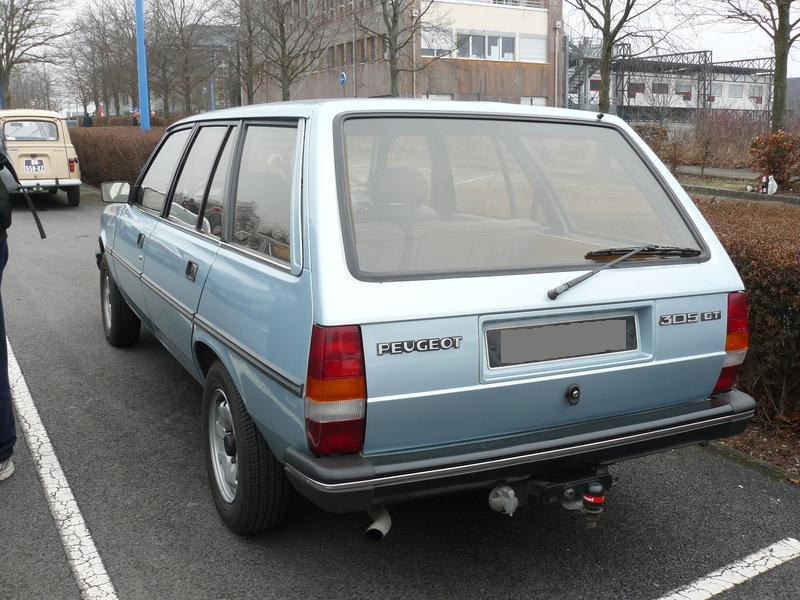
بريك جي تي 305
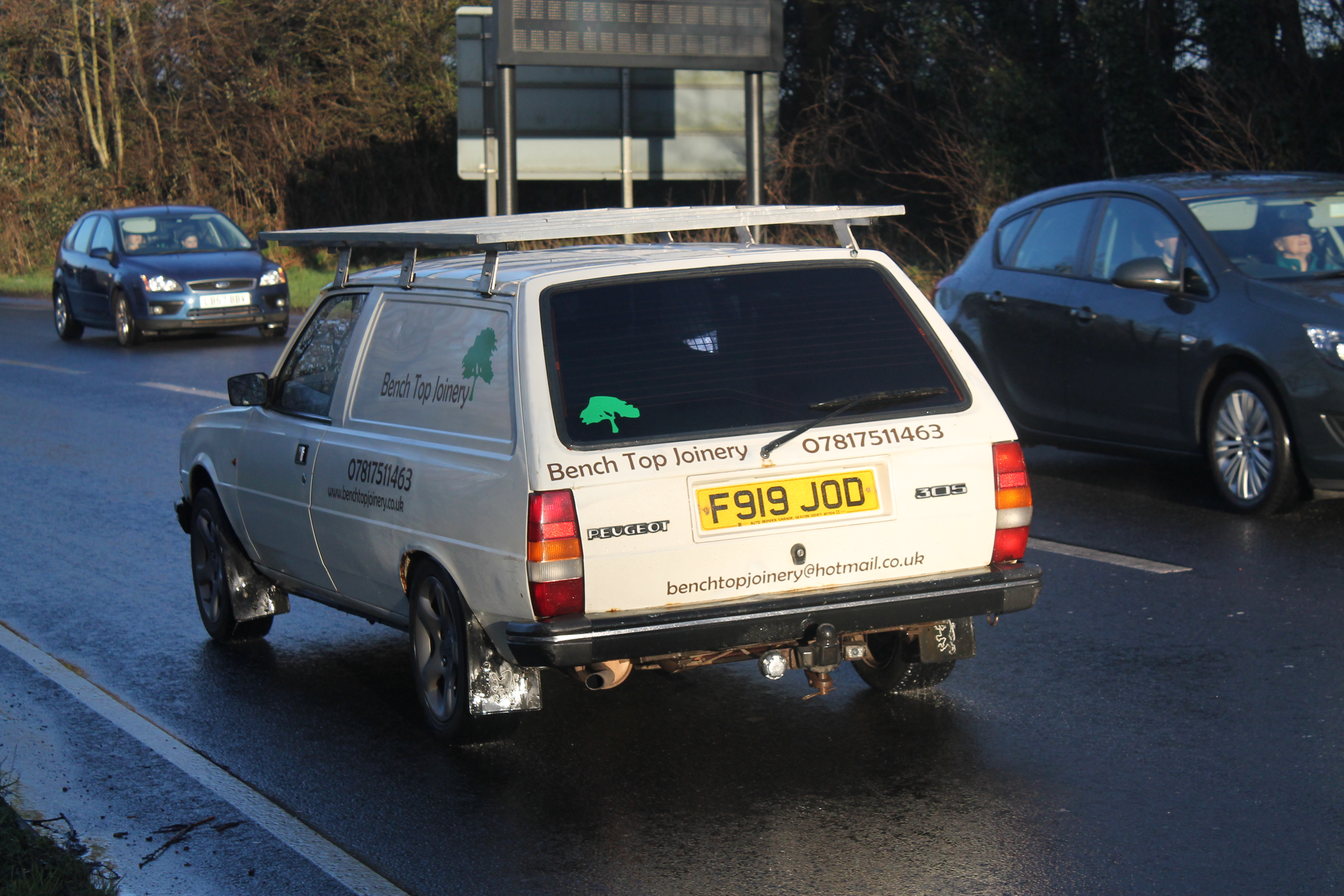
بيجو 305 جي ال فان ديزل 1988
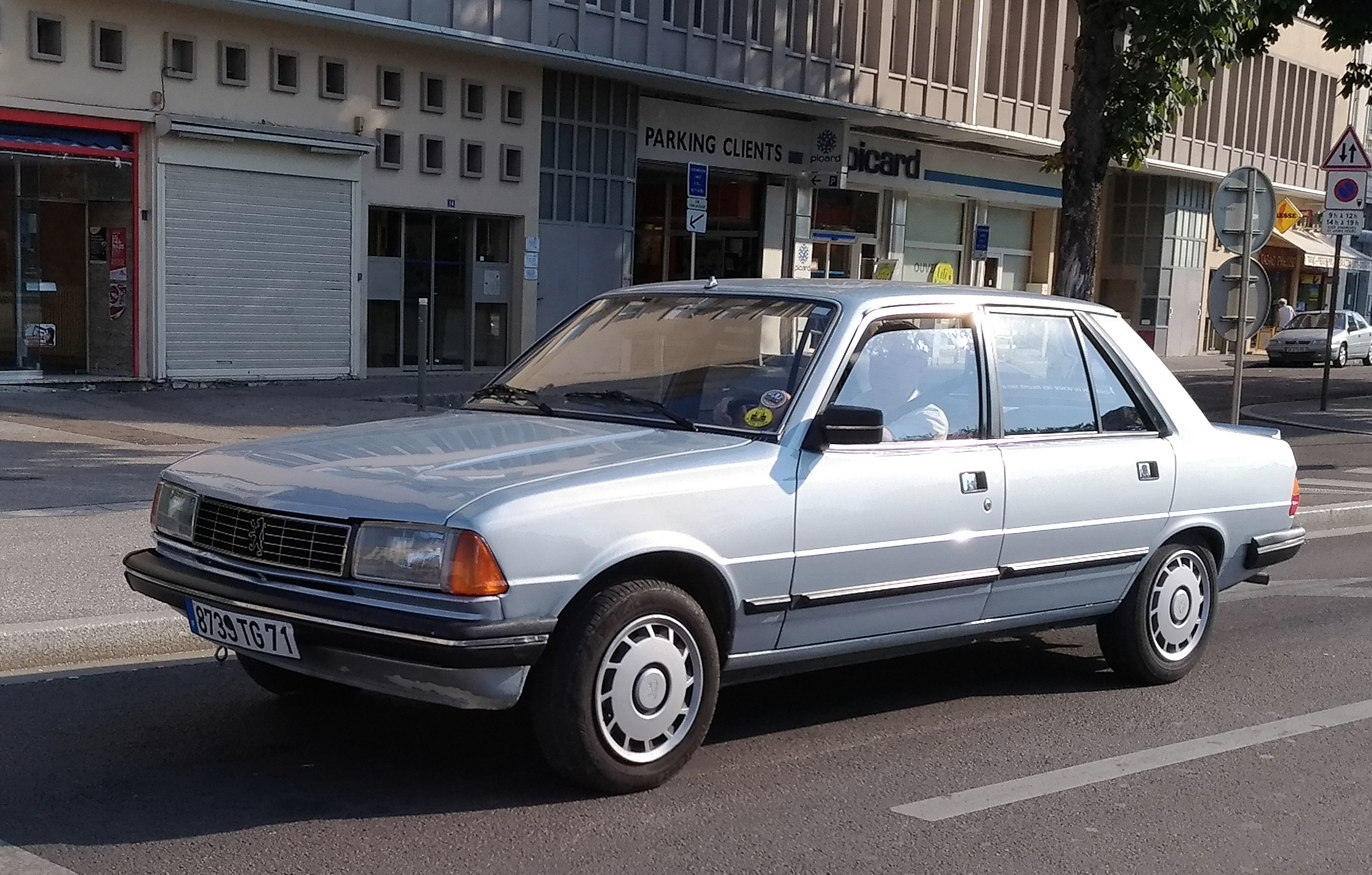
بيجو 305 جي ال أس 1988
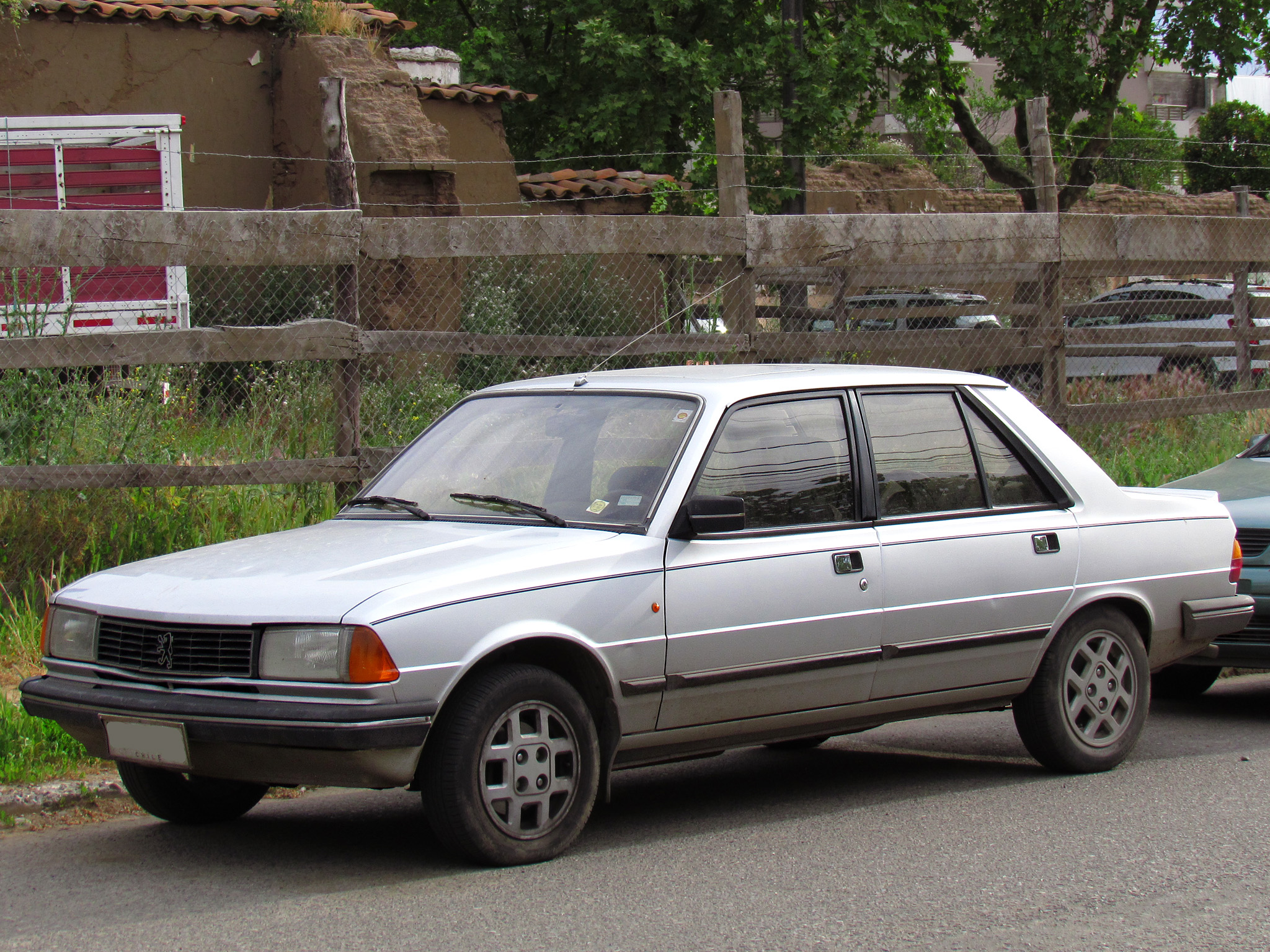
بيجو 305 جي تي أكس 1988
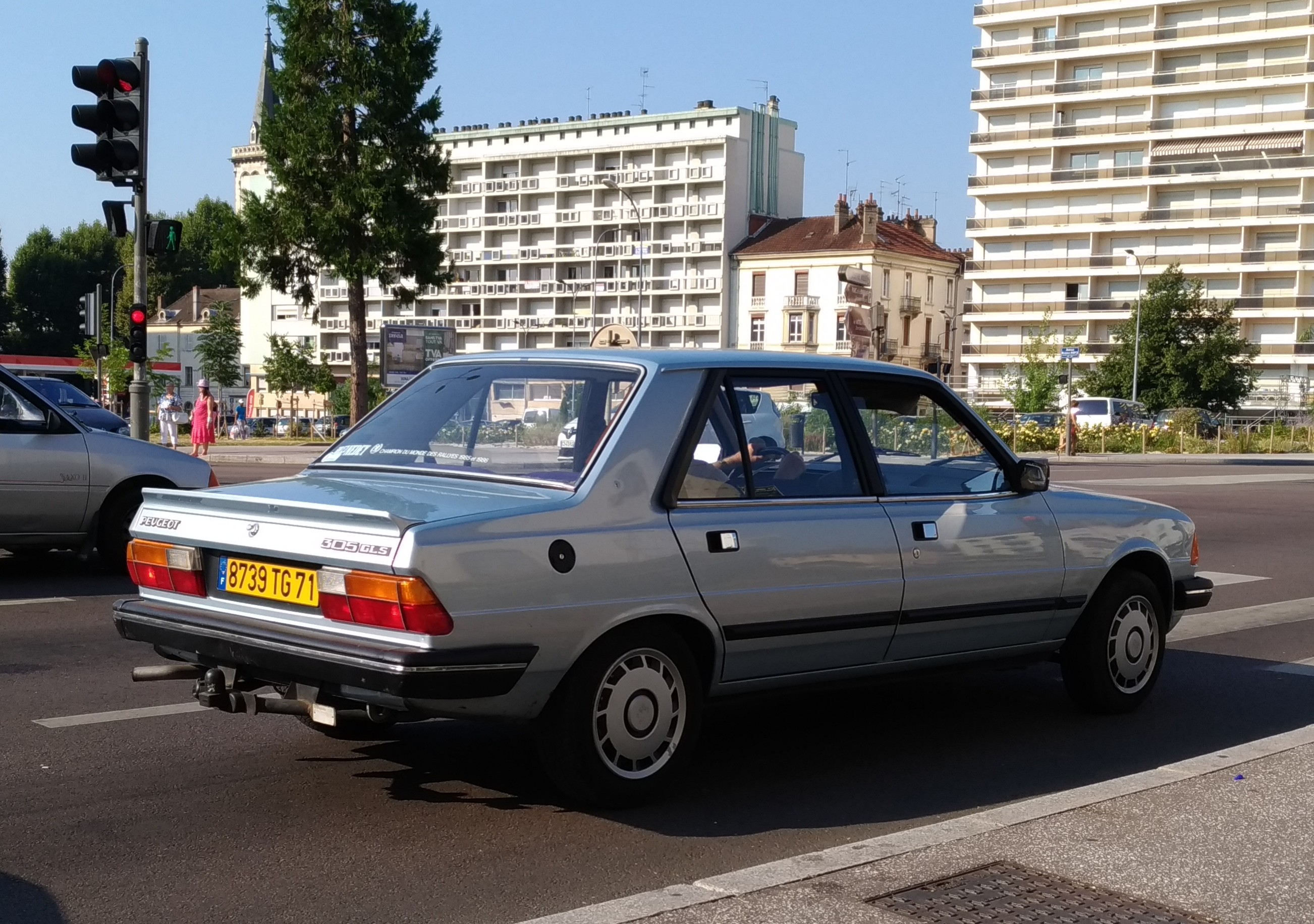
بيجو 305 جي ال أس 1988

## تصميم الجسم
تم عمل الجسد بواسطة المصمم الإيطالي بينينفارينا وكان جديداً تماماً. كان الهيكل أحادي الهيكل بالكامل من الفولاذ والذي كان يشبه بقوة بي إم دبليو الفئة الثالثة في ذلك الوقت. يعتمد التصميم على النموذج الأولي لمركبة الأمان "VSS" من بيجو، والتي ابتكرتها بيجو لتحسين سلامة السيارة.
هذا يعني أن السيارة بها مناطق تجعد أمامية وخلفية، وحماية من الصدمات الجانبية، وخزان وقود محمي وأجنحة أمامية مثبتة بمسامير. كانت هناك ثلاثة هياكل متاحة، تتكون من سيارة سيدان تقليدية بأربعة أبواب وثلاثة أبواب، وعربة ستيشن واغن بخمسة أبواب، وشاحنة ثلاثية الأبواب.

### فيرا
بدأت أيضاً سلسلة من الدراسات البحثية الديناميكية الهوائية تسمى فيرا VERA (Véhicule Économe de Recherche Appliquée، «البحث التطبيقي في المركبات الاقتصادية») في عام 1981.
كان النموذج الأول عبارة عن نسخة بمحرك بنزين (01 فيرا) بقوة 63 حصان (46 كيلو واط)  المحرك، الذي يتصدر بسرعة 155 كم / ساعة (96 ميل في الساعة).[بحاجة لمصدر]
السيارات خففت بشكل كبير.  ذهب 02 فيرا من 925 إلى 750 كجم أو 2040 إلى 1650 رطلاً وصنع المزيد من الديناميكية الهوائية.[بحاجة لمصدر]
كان من الملاحظ وجود جناح خلفي كبير، وأطراف تغطي أجزاء من العجلات الخلفية، وأقسام صدفية عميقة خلف العجلات الأمامية.
تم تخفيض سي أكس من 0.44 إلى 0.319، مما يساعد على خفض استهلاك الوقود بين 33 و38 بالمائة.
في صالون جنيف عام 1982، تم عرض 02 فيرا، مع 1362 سم مكعب توربوديزل، وتبعه فيرا بلس الأكثر جذرية لاحقاً في عام 1982- لم يكن هذا أكثر من نموذج أولي من بيجو 309 محجوب.

## التعليق
تميزت مُلكية 305 بالظهور الأول لتخطيط التعليق الخلفي باس بيجو سيتروين القياسي الآن.[بحاجة لمصدر] هذا مستقل تماماً باستخدام أذرع زائدة. إنه مدمج للغاية وقد تم تصميمه لتقليل اقتحام التعليق في مساحة التحميل المسطحة العريضة، مع توفير قيادة وتحكم ممتازين.
تم تطوير هذا لاحقاً (في سيارات بيجو الأخرى) لاستخدام قضبان الالتواء بدلاً من الينابيع الملفوفة الأفقية 305، وكان عنصراً رئيسياً لنجاح بيجو 205. كان نظام قضبان الالتواء مشابهاً جداً لتلك المستخدمة من قبل رينو وسيمكا في  منذ سنوات عديدة.